# The Grass is Blue
The Grass is Blue är ett bluegrassalbum av Dolly Parton, släppt i oktober 1999. Tillsammans med soundtrack till O Brother, Where Art Thou och Alison Krauss skulle albumet göra bluegrassmusiken populär i början av 2000-talets första decennium. Låtarna från albumet spelades lite i mainstreamcountryradio, men albumet sålde bra och nådde topplaceringen #24 på USA:s countryalbumslistor, och fick bra kritik.
Materialet var blandat, både originallåtar och folk- och bluegrasstandardlåtar, liksom en cover på Billy Joel. "Silver Dagger", en ballad från slutet av 1800-talet som gjorts populär av Joan Baez i början av 1960-talet. Norah Jones kom senare att spela in titelspåret 2003 på ett tributalbum till Dolly Parton.

## Låtlista
1. "Travelin' Prayer" (Billy Joel)
2. "Cash on the Barrelhead" (Louvin Brothers)
3. "A Few Old Memories" (Hazel Dickens)
4. "I'm Gonna Sleep With One Eye Open" (Lester Flatt , Earl Scruggs)
5. "Steady As the Rain" (Dolly Parton)
6. "I Still Miss Someone" (Johnny Cash)
7. "Endless Stream of Tears" (Dolly Parton)
8. "Silver Dagger" (Traditional)
9. "Train, Train" (Shorty Medlocke)
10. "I Wonder Where You Are Tonight" (Johnny Bond)
11. "Will He Be Waiting For Me" (Dolly Parton)
12. "The Grass Is Blue" (Dolly Parton)
13. "I Am Ready" (Rachel Parton Dennison)

### På albumlistorna
| Lista (1999)            | Topplacering |
| ----------------------- | ------------ |
| Billboard 200 (USA)     | 198          |
| U.S. Top Country Albums | 24           |
| U.K. Top Country Albums | 8            |